# Плоскогърба морска костенурка
Плоскогърбите морски костенурки (Natator depressus), наричани също австралийски плоскогърби костенурки, са вид едри влечуги от семейство Морски костенурки (Cheloniidae), единствен представител на род Natator.
Разпространени са в тропичните води на континенталния шелф на Австралия. Достигат дължина на черупката 75 – 95 сантиметра и маса 70 – 90 килограма, като женските са по-едри. Хранят се главно с различни безгръбначни – корали, морски краставици, скариди, медузи, мекотели.